# Pavillon des Nobles Douze
Pour les articles homonymes, voir Douze (homonymie).

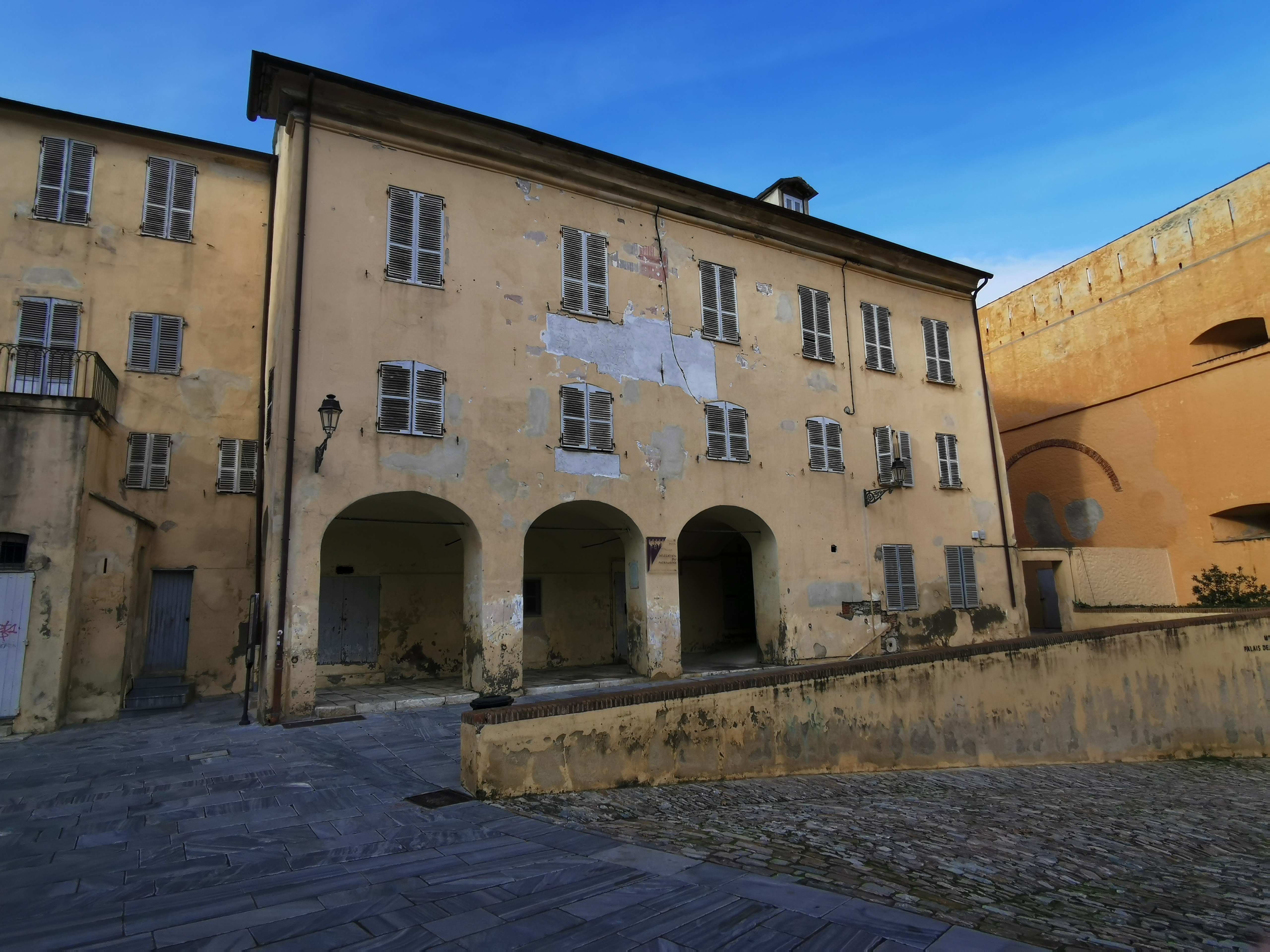
Le pavillon (ou palais) des Douze Nobles

Le pavillon des Nobles Douze, également appelé palais des Nobles Douze est un bâtiment historique de la ville de Bastia. Il a été construit à l'époque génoise.
Il est situé place du Donjon, dans le quartier de la Citadelle. Il jouxte le palais des Gouverneurs. Sa création est datée des années 1703.
Les Nobles Douze, appelés en corse et en italien Nobili Dodeci étaient une institution réservée aux Corses, notamment aux familles importantes. Les Nobles Douze étaient élus pour deux ans, et ils se succédaient au cours de l'année. Chaque Noble Douze exerçait ses fonctions durant un mois, durant lequel il occupait les appartements du pavillon.
Les Nobles Douze assistaient et conseillaient le gouverneur génois. Ils étaient également chargés de porter les doléances du peuple auprès de lui..
Ils peuvent être considérés comme les premiers députés des pieve.
Après la conquête française, le bâtiment est réquisitionné par l'armée qui y installa son quartier général.
Ils sont aujourd'hui occupés par les services du patrimoine de la commune de Bastia .
La façade d'origine n'était pas celle que l'on peut voir aujourd'hui. On pouvait voir un décor peint, qui représentait les armes de la république de Gênes soutenues par deux griffons.

## Nobles Douze célèbres
Giacinto (ou Ghjacintu) Paoli, père de Pascal Paoli a été noble douze à plusieurs reprises, de 1724 à 1726 puis en 1730.

## A voir également
- La citadelle de Bastia
- Place du Donjon
- Le palais des Gouverneurs